# Влащенко Наталя Вікторівна
Ната́лія Ві́кторівна Вла́щенко (нар. 11 вересня 1960, Житомир, Українська РСР, СРСР) — українська сценаристка, колумністка, журналістка, креативна продюсерка та ведуча телеканалу «Україна 24», політичного ток-шоу «Народ проти», програм «Перші-другі» «Hard з Влащенко» та підсумкового ток-шоу «Спецпроект з Наташею Влащенко» на телеканалі ZIK (до 20 серпня 2020 року), а з 7 вересня 2020 року — на телеканалі «Україна 24». Лауреатка конкурсу «Людина року» у номінації «Журналіст року» (2017). Заслужений журналіст України (2009).

## Життєпис
Народилась в родині військовика. [джерело?]
Закінчила філологічний факультет Житомирського педагогічного інституту імені Франка, а також факультет театрознавства Київського інституту театрального мистецтва ім. Карпенка-Карого. Викладала в Житомирському педагогічному університеті історію мистецтва. Працювала як завідувачка літературної частини Житомирського обласного музично-драматичного театру імені Кочерги. [джерело?]
Працювала у відділі театрального мистецтва всеукраїнської  газети "Культура і життя".
Була першою заступницею головного редактора української газети «Сегодня». В 1999 році заснувала видавничий дім «Форзац», який видає український журнал «Публичные люди», альманах «Обличчя України», а також книжки бібліотеки «ПЛ».
Авторка книжки «Крадіжка, або Біле сонце Криму», присвяченої окупації Криму Російською Федерацією в 2014 році (презентація відбулася 21 травня 2017 року в Книжковому арсеналі, Київ).
З 2017-го року — креативна, а згодом генеральна продюсерка телеканалу ZIK.   
З 2018 року веде переважно Youtube-влог «Власть vs Влащенко». 
З 2020-го — володарка срібної кнопки від YouTube.
З 6 листопада 2019 року — членкиня Ради з питань свободи слова та захисту журналістів.
З 7 вересня 2020 року по 22 липня 2022 року — креативна продюсерка та ведуча на телеканалі «Україна 24».
Переконана, що найважливіша місія журналістики — просвітницька, та вірить що єдиний шлях до незалежності ЗМІ — це їхня комерційна успішність.
Входить до рейтингу 100 найвпливовіших жінок України за версією журналу «Фокус» за результатами 2017—2021 років. Нагороджена українською премією «Жінка III тисячоліття» в розділі «Рейтинг».
Одружена. Має дорослого сина. [джерело?]

## Телебачення
Ведуча телевізійних ток-шоу:
- Ток-шоу «Епіцентр»  «Ашан»  «АТБ» «NOVUS» на каналі 1+1[3]
- Ток-шоу «Красиво» на каналі Перший Національний[11]
- Ток-шоу «Двойная сплошная» на Главком-ТВ[12]
- Ток-шоу «Публічні люди з Наталією Влащенко» на Живе ТБ[13][14]
- Ток-шоу «Люди. Hard Talk» на каналі 112[15][16]
- Ток-шоу «HARD з Влащенко»[17], «Перші другі»[18] та «Народ проти»[19] на телеканалі ZIK.
- Ток-шоу «HARD з Влащенко» та «Народ проти» на «Україна 24»[1].

## Книги
Російською
- Евгений Минко, Наталья Влащенко. «Диалоги животных». Київ: Форзац. 2011. 120 стор. ISBN 978-966-97148-1-7
- Гарик Корогодский, Наталья Влащенко. «У нас был секс». Харків: Фоліо. 2015 319 стор. ISBN 978-966-03-7157-6
- Наталья Влащенко. «Кража, или Белое солнце Крыма». Харків: Фоліо. 2017. 400 стор. ISBN 978-966-03-7815-5
- Наташа Влащенко «Под небом Аустерлица» . Харків: Фоліо. 2018.
- Наташа Влащенко «Девушка его охранника». Laurus. 2019
- Наташа Влащенко у співавторстві з онукою Іриною Влащенко. Дитяча пригодницька повість «Девочка и динозавр». «Саміт-книга». 2019.
- Наташа Влащенко «Вічне повторення». (Заключний Роман трилогії про журналістку Мар’яну Морозову ). Видавництво «Друкарський двір Олега Федорова». 2021.

Переклади українською
- Наталя Влащенко. «Крадіжка, або біле сонце Криму». Переклад з російської на українську: Віктор Бойко. Харків: Фоліо. 2017. 394 стор. ISBN 978-966-03-7866-7
- Наталя Влащенко. «Під небом Аустерліца». Переклад з російської на українську: Ганна Пазюк. Харків: Фоліо. 20187. 224 стор. ISBN 978-966-03-8344-9
- Наташа Влащенко «Дівчина його охоронця». Laurus. 2019.
- Наташа Влащенко «Вічне повторення». Видавництво «Друкарський двір Олега Федорова». 2021.

## Інші проєкти
- Фотовиставка «Публичные люди без галстука» (2007)[20]
- Журнал «Обличчя України» (засновано у 2002)[21][22]
- Журналістський конкурс «Текст-2014»[23]

## Відзнаки
- лауреатка премії «Жінка ІІІ тисячоліття» в номінації «Рейтинг» (2017)
- лауреатка конкурсу «Людина року» (номінація «Журналіст року 2017»)